# Paracuaria (Gattung)
Paracuaria ist eine Gattung der Rollschwänze mit vier Arten.

## Merkmale
Paracuaria hat die Merkmale der Acuariinae. Es ist die einzige Gattung der Unterfamilie, bei der die strangartigen Ornamentierungen (Cordons) der Kopf-Kutikula sehr kurz sind und nicht die Halsregion erreichen. Sie zeigen weder rückläufige Verläufe noch Verbindungen untereinander.

## Systematik
Das Interim Register of Marine and Nonmarine Genera listet folgende Arten:
- Paracuaria adunca (Creplin, 1846)
- Paracuaria hispanica Alvarez, Gijon-Botella, Quinteiro, Rey, Lopez-Román & Sanmartiin, 1994
- Paracuaria soricis Jancev, 1972
- Paracuaria tridentata (Linstow, 1877)